# Вавилонија
Вавилонија, касније и Вавилонско царство, била је некадашње краљевство у Месопотамији у раздобљу између 1900. п. н. е. или 1800. п. н. е. па до пропасти 539. п. н. е. Налазила се на доњем току река Еуфрат и Тигар, отприлике између данашњег ирачког града Багдада и Персијског залива. Културни центар подручја био је град Вавилон, а током постојања освајали су га и њиме владали владари више разних племена.

## Историја
Историја Вавилоније започиње пропашћу сумерске цивилизације у која се у то доба састојала од низа градова-држава, без неке снажније средишње власти, а била је обележена сталним борбама за превласт међу владарима. Уз то, били су суочени надирањем семитских народа. С једне стране су пристизали Аморејци, а с друге су их притискали Еламци.

### Извори вавилонске цивилизације
Вавилонска је цивилизација била мешавина култура и народа. Око 2000. п. н. е. најјачи печат томе подручју давали су Акадијци, Аморејци и Сумерци. Сумерци и Акадијци били су већ дуго овде и у 3. миленијуму п. н. е. створили снажну цивилизацију, обично називану сумерском, чији је Вавилонија била директни баштиник. У то доба били је овде присутно и нешто Аморејаца, но велика миграција њихових племена око 2000. п. н. е. је стварању заједничке, мешане вавилонске цивилизације.
Док су се Сумерци служили језиком који се не може сврстати ни у једну познату лингвистичку групу, Акадијци и Аморејци припадали су семитској језичној групи Око 2000. п. н. е. управо акадски језик, уз снажне аморејске утицаје, постаје снажнији од сумерског, те га сасвим надвладава и постаје темељом вавилонске верзије акадскога. Уз то, у употреби је био и асирски језик. Вавилонци су преузели и сумерски систем клинописа, а вавилонски су писари још дуго били способни читати и писати сумерски, иако није био у широкој употреби На том су се језику или на језику који био снажно њиме обележен писали су се религиозни и научни текстови, док је за трговину, државне послове и свакодневне потребе служио вавилонски акадски и то све до 700. или 600. п. н. е. кад га почиње замењивати арамејски језик, прво као говорни језик, а потом и у службеним списима. Акадски се ипак наставио користити у неким круговима све до 1. века.
Осим језика и писма, вавилонско је друштво и у другим подручјима било снажно под древним сумерским утицајима. То се односи на књижевност, законодавство, религију, друштвеноекономски и политички систем, а најочитије је било на југу Вавилоније, где је било и срце сумерске цивилизације. Право захваљујући наставку сумерске културе у Вавилонији, данас можемо нешто знати о сумерској књижевности и религији.

### Рано старовавилонско раздобље (око 2017 — 1793. п. н. е.)
Пад града-државе под именом Ур, у јужној Вавилонији, око 2004. п. н. е. назначио је и крај сумерске цивилизације, док је оснивање аморејске династије у граду Исин, нешто северније од Ура, означио почетак вавилонске. У почетку је оснивач исинске династије, Ишби-Ера био вазал последњег урског владара Иби-Сина, но убрзо се осамосталио. Ово је раздобље обележено већим бројем мањих аморејских држава које су се међусобно сукобљавале, те је често једна од тих државица знала пасти у власт друге. У том су нереду најјачи такмаци били градови-државе Исин и Ларса, па се стога рано старовавилонско раздобље често назива и исин-ларшко доба.

#### Аморејци
Аморејци су били покретачка снага тога доба. То је име носио низ племена семитске лингвистичке групе, која су крајем 3. миленијума п. н. е. у великом броју пристигла из подручја од Сирије до Арабије. Били су полуномади, презирани од староседелаца Вавилоније због начина живота, али и узрок страха због ратничких вештина. Неки су од њих дошли на миран начин у ово подручје, преузимајући ниже послове, док су други продирали насилно. Поступно су прихватили вавилонску културу, језик и обичаје, па су каснији краљеви аморејских династија чак носили и вавилонска имена.

#### Исин
Зачетник исинске династије, Ишби-Ера, био је Аморејац из Марија, града на средњем току Еуфрата, а с читавом групом имиграната доселио је у Исин. За своје дуге владавине (око 2017 — 1985. п. н. е.) није само постао самосталним владаром Исина, него је завладао и над Нипуром и Ларсом, па чак и Уром. Притом је преузео и ефикасни управни систем какав је постојао у Уру. Ипак, постојале су и разлике: државни службеници у Исину били су изразито подложни владару. То је видљиво и из њихових имена: „Ишби-Ера-је-живот-земље“, „Ишби-Ера-је-бог-своје-земље“ или „Ишби-Ера-је-мој-бог“.
Након смрти Ишби-Ере започиње раздобље несигурности и сталне борбе с околним градовима-државама. Управо то користи Асирија за свога првог упада у Вавилонију. Упркос томе, културна је делатност у то доба била изузетно снажна. У овоме се раздобљу обнављају и граде храмови, настају књижевна дела, те збирке закона. Уз то, успоставља се обичај да владар издаје уредбе којима исправља друштвене и економске злоупотребе.

#### Ларса
И династија из Ларсе такође је била аморејска и установљена отприлике истовремено с исинском, око 2025. п. н. е., али њени владари су, у односу на оне из Исина, били слабији, све док око 1834. п. н. е. власт не преузме Кудур-Мабук. Он и његово племе дотад су били плаћеници Еламаца, но кад је Кудур-Мабук освојио Ларсу, постао је независан. Његова је политика била амбициозна и далекосежна. Чини се да је његов однос према домаћем ларшанском становништву био доста добар. Свога је сина, Варад-Сина, поставио за владара Ларсе (око 1834 — 1823), а он је сам ратовао у околини.
Након Варад-Синове смрти Кудур-Мабук је још био жив, но убрзо је за владара поставио свога другог сина, Рим-Сина, чија је владавина била и најдужа у историје Вавилоније (око 1822 — 1763. п. н. е.). То је раздобље обележено правим процватом Ларсе. Кроз војне походе (између 1822. и 1804. п. н. е.) Рим-Син је освојио готово читаву Вавилонију, осим крајњег севера, а 1804. п. н. е. осваја и Исин, што означава врхунац његова владања. Ова победа је имала толики значај, да је Рим-Син, почевши од ње, датирао све остале догађаје у својој владавини, тако да је у краљевским списима већ за следећу годину писало: „Ово је прва година откако је краљ заузео Исин“. Уз то, то је и први пример у историје да се користи систем календара који зависи о некој ери. У овом случају, то је исинска ера. Ипак, она се након Рим-Синове смрти више није користила.

#### Крај старовавилонског раздобља
Крај овог раздобља обележен је значајним појавама. Културално, вавилонска је цивилизација прошла кроз године свога обликовања и сада је била спремна за процват. Политички, социјално и привредни, призориште је било још увек у приличном нереду. Будући да се такво стање није могло дуго одржати, све је било спремно за ступање на сцену једног од највећих вавилонских владара - Хамурабија.

### Хамурабијево раздобље (око 1792 — 1750. п. н. е.)
Врхунац старовавилонског раздобља представљала је без сумње владавина краља Хамурабија који се успео издићи изнад својих такмаца, већ споменутог Рим-Сина из Ларсе, краљеве Марија и Шамши-Адада I.

#### Мари
Откриће „Архива из Марија“ с око 20.000 плочица исписаних клинописом 30-их година 20. века, било је најзначајнији догађај који је расветлио Хамурабијево доба. Већина докумената из Марија, смештеног око 300 км узводно од Вавилона, писма су и административни текстови из којих можемо упознати служено политичко стање тога доба, испуњено заверама и савезима.
Пре ступања на сцену Хамурабија, Мари је био један од многих самосталних градова-држава у северној Месопотамији и Сирији, а њиме је управљала династија аморејских корена. Међу најјачим владарима Марија био је Јахдун-Лим који је имао под својом власти подручја све до Средоземља, а успео је закључити споразуме с полуномадским племенима дуж Еуфрата, која су иначе била сталан проблем за Мари Ипак град је ускоро пао под власт Шамши-Адада I.

#### Шамши-Адад I (око 1813 — 1781. п. н. е.)
И Шамши Адад I био је аморејског порекла, а након војних похода сместио се у граду Шубат-Енлил у источној Сирији. На врхунцу своје моћи освојио је град Ашур и читаво подручје Асирије. Након погубљења Јахдун-Лима осваја и Мари, те онде као управитеља поставља свога млађег сина, Јасмах-Адада, док му је старији син, Ишме-Даган, управљао Екалатумом, јужно од Ашура. Тако је Шамши-Адад I, скупа са својим синовима, владао већим делом северне Месопотамије. Но, у то доба у Вавилону преузима власт Хамураби

#### Хамураби (око 1792 — 1750. п. н. е.)
Хамураби је био шести владар из своје династије у Вавилону, такође аморејског порекла, а град Вавилон био је тек једна од градова-државица. Већ су његови претходници ударили чврсте темеље које је Хамураби знао добро искористити, освајајући друге државе, омогућивши тако почетак златног доба Вавилона. Под његовом се влашћу први пута може говорити о Вавилонији као јединственој политичкој стварности.
Није био само ратник и освајач, већ се обилно користио и могућностима дипломатије, као што је то видљиво и из „Архива из Марија“. Имао је добре односе са Шамши-Ададом I, као и с Рим-Сином којему чак шаље упомоћ своју војску у борби против номада. То се мења након смрти Шамши-Адада, кад се почиње стварати савез Елама и града Ешнуне, док у Марију власт преузима син убијенога Јахдун-Лима, Зимри-Лим. Хамураби помаже Зимри-Лиму, те с њим остаје у добрим односима кроз много година, о чему сведоче бројна писма што су их разменили.
Хамураби се тада окреће према Ларси у рату који ће трајати пет година. На крају Ларса постаје део вавилонске државе, а Хамураби је добио под своју контролу читаву јужну Месопотамију. Након тога креће и против Зимри-Лима и брзо осваја Мари на Еуфрату, а кроз следеће године и Ашур на Тигру, те подручје између та два града. Тако је постао владарем, не само вавилонске низине, него и читавог подручја које ће се касније звати Асирија.
Но, Хамурабијева владавина не сме бити гледана само кроз војна освајања. Његов законик говори и о напорима око устројства ефикасне и државне управе. У записима нађеним у Ларси, налазе се и писма у којима владар одговара на упите својих поданика и решава захтеве у вези права на земљу и сличних проблема. Чини се да је Хамураби био врло доступан сваком поданику који је имао неку жалбу. Колико се из сачуваних докумената може видети, као што је био успешан дипломат и војсковођа, био је и успешан управитељ.
Иако је и даље превладавала сумерска религија, у Хамурабијево доба одређену предност добија бог сунца Шамаш, а очито је и настојање око смањивања економске добити храмова у корист владарева двора. У Хамурабијево доба цвате и књижевност на акадском језику.

### Пад Вавилона (око 1750 — 1595. п. н. е.)
Хамурабијев син и наследник Самсу-илуна (око 1749 — 1712. п. н. е.) успео је одржати власт над већином територија што га је наследио, но већ су се тада појавили озбиљни проблеми и борбе за превласт. У томе су предњачили Касити, приморски народ, те Рим-Син II из Ларсе. Управо је то поступно довело до слабљења вавилонске моћи.
Касити се први пут спомињу у документима из раздобља Самсу-илуне, а чини се да су били опасност за Вавилонију кроз читава ова два века. Истовремено, у приморском делу, уз обалу Персијског залива, јачала је снага владара Илиамаиле, који је полако освајао јужна вавилонска подручја. Илиамаила није имао снажних наследници, а владари приморја све су више слабили, док и они, попут Вавилона, нису пали под власт Касита. У Ларси је Рим-Син II, нећак Рим-Сина I, успео придобити независност, но након пет година је побеђен и убијен, те су као једине три силе на том подручју остали Вавилонија, Касити и приморске земље.
Из читавог овог раздобља врло је мало података, а једина позната чињеница јест да су Вавилон 1595. п. н. е. заузели Хетити, предвођени краљем Муршилијем I. Град је, кажу и вавилонски и хетитски извори, разорен, Хетити су се брзо повукли, а читаву су ситуацију искористили Касити.

### Касити
Касити, за разлику од осталих имиграната у Вавилонију, до данас остају прилично непознати, што се односи на њихово порекло, језик и културу. Зна се да су били неписмени номади који су се у Месопотамију пробили вероватно из средњоазијских степа, било преко Кавказа, било преко Персије. Прихватили су вавилонски језик и клинопис.
Од раздобља Самсу-илуне, улазили су у Вавилонију на миран начин или кроз борбе. На миран начин долазили су као пастири или жетеоци и као такве их спомињу вавилонски документи Мало се зна о њиховим владарима, који вероватно нису били више него племенски вође, све док нису заузели Вавилон. С вавилонских пописа владара позната су само њихова имена, а нешто више се зна тек о деветом каситском владару с тог пописа, Агуму II који је први владао из града Вавилона.

### Средњовавилонско раздобље (око 1595 — 1000. п. н. е.)
Ово је раздобље двеју династија: каситске и друге исинске. Међусобно су подељене пробојем Еламаца у Вавилонију око 1157. п. н. е., а свака је од њих изнедрила по једнога великога краља: кеситска Куригалзуа, а исинска Набокодонозора I

#### Каситска династија
Чини се да је Агум II био први каситски краљ који је преузео власт у Вавилону, након провале Хетита 1595. п. н. е. Владао је Вавилонијом, али и подручјем источно од Тигриса у којем су се Кесити били претходно настанили. Једино што нам је о њему познато јест да је успео поновно преотети од Хетита кип вавилонског божанства Мардука и уз велико га славље вратити у храм. Након тога немамо никаквих података о догађајима у Вавилонији кроз следећа два века.
Тек у 14. ст. п. н. е. о приликама у Вавилонији сазнајемо из збирке писама из Амарне на горњем току Нила у Египту. Многа од њих писма су вавилонских краљева фараонима, а писана су вавилонским (акадским) језиком и клинописом, што доказује да је тај језик тада био лингуа франца - заједнички језик дипломатије и трговине - на Блиском истоку. Из тих је писама видљив поступни пад угледа Вавилоније, од силе којој фараон шаље злато не би ли имао њене принцезе у харему, до знакова очите слабости, кад се вавилонски краљеви жале јер у Египту примају асирске посланике. Реч је вероватно о средини 14. ст. п. н. е., када се један вавилонски краљ оженио асирском принцезом, нашто га је народ свргнуо. Асирски краљ Ашур-убалит, принцезин отац, осваја Вавилон и поставља свога владара онде.
Неко време након тога, на власт долази Куригалзу који водио победничке походе против Асираца и Еламаца, а чини се и приморских владара. Усто био је и велики градитељ: подизао је храмове и палате по свим градовима, но највише му је на срцу био новоутемељени град Дур-Куригалзу („Куригалзова утврда“) у данашњем предграђу Багдада.
И након смрти овога краља мало је тога познатог, осим повремених борби с Асиријом. За једне од тих борби Асирци пљачкају Вавилон и односе Мардуков кип (друга половина 13. ст. п. н. е.), но Вавилонија се брзо опоравља и чини се да је кроз неко време имала и превласт над Асиријом. У том се раздобљу догађа и мала религијска револуција, будући да су великаши тражили да се Мардук призна „богом богова“, на што је краљ на крају морао и пристати (око 1200. п. н. е.), што је вероватно имало и неке економске учинке.
1157. п. н. е. Еламци заробљују и одводе последњег кеситског краља Вавилоније, а односе поновно и Мардуков кип. У раздобљу Каситске власти, осим започетих религијских промена и градитељских подухвата, значајна је и књижевна делатност. Управо у то доба свој коначни облик добија Еп о Гилгамешу, настају и бројна песничка дела, нарочито о краљевима.

#### Друга исинска династија
Након кратког раздобља у којем нам је непозната повест Вавилоније, у граду Исину издиже се нова династија, а њен најодличнији представник свакако је Набокодонозор I (око 1133.-1116. п. н. е.), којег не ваља мешати с Навукодоносором II што се спомиње у Библији. Кад је дошао на власт, средиште државе поновно је био Вавилон, а постао је славан по великој победи над Еламцима о којој говори и погранични натпис из тога доба, те по томе што је опет вратио Мардуков кип у Вавилон. Том приликом и службено проглашава да је Мардук „бог богова“, а у граду се обнавља храм те се кип враћа у свећаној процесијI Неће бити поновно однет све до 689. п. н. е.
У доба Навукодоносора I Вавилонија је у два наврата покушала напасти Асирију, но била увек одбијена. Ипак то говори о приличној моћи Вавилоније. Поновно ће пограничан подручја Асирије напасти Мардук-надинахе (1098.-1081. п. н. е.) и однети кипове асирских божанстава, који ће остати у бибилонској власти све до 7. ст. п. н. е.

### Време слабости и асирска превласт (око 1000 — 627. п. н. е.)
Крајем 2. миленијума п. н. е. Вавилонија поновно улази у тамно раздобље. Арамејске провале присилиле су ограничиле су моћ Вавилоније и изазвале превирања унутар саме државе. То јача Асирију која надире преко вавилонских северних граница.

#### Раздобље слабости Вавилоније (око 1000 — 748. п. н. е.)
Асирија је у 10. ст. п. н. е. водећа сила на том подручју, премда се и сама мора бранити од Еламаца и све моћнијих Арамејаца. Ипак, о том веку у Вавилонији имамо врло мало података.
У 9. вијеку п. н. е. Вавилонија је у добрим односима с Асиријом те постоји и споразум између вавилонског краља именом Набу-аплаидина (око 887 — 885. п. н. е.) и тадашњег владара Асирије. То је можда и најсветлији тренутак у „тамно доба“ Вавилоније. Границе земље биле су сигурне, а земља се могла посветити обнови Набу-аплаидина је нпр. обновио храм бога сунца Шамаша у Сипару.
И његов наследник, Мардук-закир-шуми I (око 854 — 819. п. н. е.) обновио је стари савез с Асиријом, што му је и помогло у нутарњим борбама. Кад га је брат хтео свргнути с власти, у земљу је упао Салманасар III, асирски краљ и вратио му краљевство. У старости Салманасаровој биле су борбе за власт и у Асирији, а вавилонски краљ прискаче упомоћ његовом сину, Шамши-Ададу V, против других претендената, али му намеће понижавајући споразум, што ће изазвати асирски напад на Вавилонију и освајање највећих градова, Вавилонија је присиљена на плаћање данка. Такво ће стање потрајати до прве половине 8. ст. п. н. е. кад Асирија опет слаби и има проблема око одбране властитих граница. Из тога раздобља нема знатнијих материјалних остатака, али ни података о животу унутар Вавилоније.

#### Под асирском влашћу (око 747 — 627. п. н. е.)
Након смрти вавилонског краља Набу-насира (747 — 734. п. н. е.), власт у земљи желе преузети халдејска племена на челу с Мукин-зером. То присиљава асирског краља Тиглат-Пилесера III да упадне у Вавилонију и одврати Халдејце. На концу се сам Тиглат-Плесер окрунио за краља Вавилоније, чиме су по први пута у историје Вавилонија и Асирија здружене под једним владаром.
Сама је Вавилонија у то доба састављена од разних народа. Ту су домаћи Вавилонци, Еламци, Арамејци и Халдејци, те однедавно пристигли Асирци.
Један од најистакнутијих бораца против Асирије био је Меродах-Баладан II, вођа једног од халдејских племена. Кад је Саргон II (721 — 705. п. н. е.) постао краљем Асирије, Меродах-Баладан прогласио се краљем Вавилона. Тек након десет година (710. п. н. е.) Асирци га протерују, а он се склања у јужна мочварна подручја ушћа Еуфрата и Тигра. Вратити ће поновно у време асирскога краља Санхериба (704 — 681. п. н. е.), што овога присиљава на напуштање планова око Јудеје у Палестини. Године 689. п. н. е. Санхериб је освојио, запалио и уништио Вавилон, а Мардуков је кип поновно однет у Асирију.
Вавилонија ће остати под асирском влашћу, уз бројне борбе и често с краљевима у вазалском односу према Асирији, све до 626. п. н. е., но у земљи ће све време владати несигурност. Стога ни остаци материјалне културе нису значајнији, а ни књижевна делатност није дошла до изражаја.

### Нововавилонско царство (626 — 539. п. н. е.)
Из пепела што су га оставили немири и ратови с Асиријом, у Вавилонији се издиже нова династија чији је родозачетник Набополасар (625 — 605. п. н. е.), Халдејац који је окруњен краљем Вавилоније након победе над Асиријом код Нипура и Вавилона, 626. п. н. е. Први његов потез као краља био је тај да је Еламцима вратио кипове богова што су им их Асирци одузели и похранили у Вавилону, чиме су потврђене јаке везе између две државе.
Кад је Набополасар потиснуо асирске снаге све до горњег тока Еуфрата, Египат се забринуо и послао помоћ Асирији (616. п. н. е.). Истовремено, Медијци, који су се налазили на подручју западног Ирана и сада се ширили према Анатолији, склапају савез с Вавилонијом. 610. п. н. е. Вавилонци уз помоћ Медијаца освајају Харан и потискују Асирце и Египћане на подручје Сирије. Одлучујућа је била битка код Каркемиша, 605. п. н. е. у којој с Вавилонске стране суделују Набополасар и његов син и наследник Навукодоносор II, који и односи коначну победу над Египћанима. Одмах након битке, на вест да му је отац умро, враћа се у Вавилон и онде бива окруњен.

#### Врхунац царства (604 — 556. п. н. е.)
Набокодонозор II (604 — 562. п. н. е.), одмах након крунидбе, наставио је с освајањима на западу, док није својој власти подложио цело подручје Асирије. Повео је више похода западно од Еуфрата, у Сирију и против Јудеје. Неке су од тих земаља биле покорене, а неке су плачале данак. 601. п. н. е. Навукодоносор креће и против Египта, но без успеха, што је подстакло западне земље на побуну, а међу њима и Краљевству Јуде. 597. п. н. е. Вавилонци освајају Јерусалим, те онде постављају својег краља Седекију, док претходнога с читавом породице одводе у Вавилон. Након Седекијине побене и пристајања уз Египат, Јерусалим је коначно у потпуности покорен 587. п. н. е., вође су погубљени, а народ великим делом одведен у ропство.
Ипак, Навукодоносор је био и градитељ и заштитник културе, што му је и омогућено миром на границама. У Вавилону је изградио нову палату уз обалу Еуфрата, обновио зидине града, те изградио мост како би повезао делове града на супротним обалама. Храмски зигурат у потпуности је обновљен, као и оближњи Мардуков храм. На врху зигурата биле су засађене биљке, што је могло проширити легенду о вавилонским „висећим вртовима“. Сачувани су и фрагменти епа о Навукодоносору из тога доба.
Навукодоносорови наследници, Евил-Меродах и Нергал-Шарезор нису били толико моћни, премда су и даље владали огромним царством, које се међутим више није ширило.

#### Набонид и пад Вавилона (555 — 539. п. н. е.)
Последњи од нововавилонских владара био је Набонид, који, чини се, није био директни наследник, па га неки текстови називају и узурпатором. Иако су се над његово царство надвијале опасности, он је успео провести религијску обнову, велике градње, па чак и десет година живети у пустињи. Његова је мајка била из Харана где се поштовало божанство месеца и тај култ Набонид уводи и у Вавилон. Стога је промицао штовање вавилонског бога месеца који се звао Син, а средиште култа ставио је у Ур. Тиме је навукао непријатељство Мардукових свештеника у Вавилону. За време његовог драговољног десетогодишњег боравака у арабијској пустињи, послове је у Вавилону обављао његов син Белшазар. Нису познати мотиви тога Набонидова потеза. За својих је великих грађевинских подухвата нарочито трагао за древним киповима и натписима уграђеним у старије грађевине. На крају га је дочекао незавидан свршетак.
Године 539. п. н. е. Вавилонију нападају Персијанци предвођени краљем Киром. Битка се одиграла код Описа, недалеко од данашњег Багдада. Набонид је потучен, а Персијанци улазе у Вавилон. Отада више у Вавилонији неће бити домаћих владара.

### Вавилонија под Персијанцима и Грцима
Персијски краљ Кир одлучио је очувати карактеристике домаће вавилонске културе, те се није мешао у нутарње прилике докле год су Вавилонци били подложни. За краља Дарија I (521.-486. п. н. е.) Вавилонија је плаћала двоструки порез у односу на све друге провинције царства. Једини озбиљни покушај побуне био је у доба Ксеркса I (485.-465. п. н. е.), који шаље снажну војску, уништава Вавилон и разара Мардуков храм.
За својих освајања Александар Велики (305 — 281. п. н. е.) бира Вавилон као своју престолницу, а онде и умире. Након његове смрти, у Вавилону преузимају власт Селеукиди, а у Вавилонију снажно продире грчки језик. У 2. ст. п. н. е. у Вавилонију продиру нови персијски владари Арсакиди. Отада је мало познато о догађајима у Вавилонији, а њена је судбина битно везана уз судбину Персије.